# Rasul Gamzatov
Rasul Gamzatovič Gamzatov (avarsky: ХӀамзатазул Расул ХӀамзатил вас; 8. září 1923, Cada – 3. listopadu 2003, Moskva) byl dagestánský básník píšící avarsky.
Jeho otec Gamzat Cadasa byl také avarsky píšícím básníkem. Otec sloužil jako jeho první učitel literárního umění a zůstal jeho mentorem po celý život. Otec nedovolil, aby psal v jiném jazyce než avarštině, byť jí mluví jen asi 500 tisíc lidí. První sbírku v ní Rasul vydal roku 1943 (Plamennaja ljubov' i žgučaja nenavs). V roce 1945 Ilja Selvinskim přeložil do ruštiny jednu jeho báseň, což Rasulovi přineslo pozvání ke studiu na Literárním institutu Maxima Gorkého. Absolvoval zde v roce 1950. Zde si zamiloval Puškina, jehož dílo pak přeložil do avarštiny. Stejně tak překládal Michaila Lermontova, Nikolaje Někrasova, Tarase Ševčenka, Alexandra Bloka, Vladimira Majakovského a Sergeje Jesenina. Přesto nikdy nemluvil plynně rusky. Jeho nejslavnější básní jsou Jeřábi. Pojednává o padlých vojácích (dva jeho bratři padli v druhé světové válce). Text byl zhudebněn a tato píseň se pak proslavila ve filmu Jeřábi táhnou. Ten založil i Gamzatovovu slávu. Od roku 1950 až do své smrti v roce 2003 působil jako předseda Svazu spisovatelů Dagestánu. Oslavy jeho 80. narozenin byly extrémně megalomanské, ruská vláda za ně utratila více než milion dolarů. Známý a často citovaný (a v Rusku hojně zneužívaný) je jeho výrok "malý národ potřebuje buď velký nůž, nebo velkého souseda".